# Rhododendron pseudochrysanthum
Rhododendron pseudochrysanthum là một loài thực vật có hoa trong họ Thạch nam. Loài này được Hayata miêu tả khoa học đầu tiên năm 1908.

## Hình ảnh

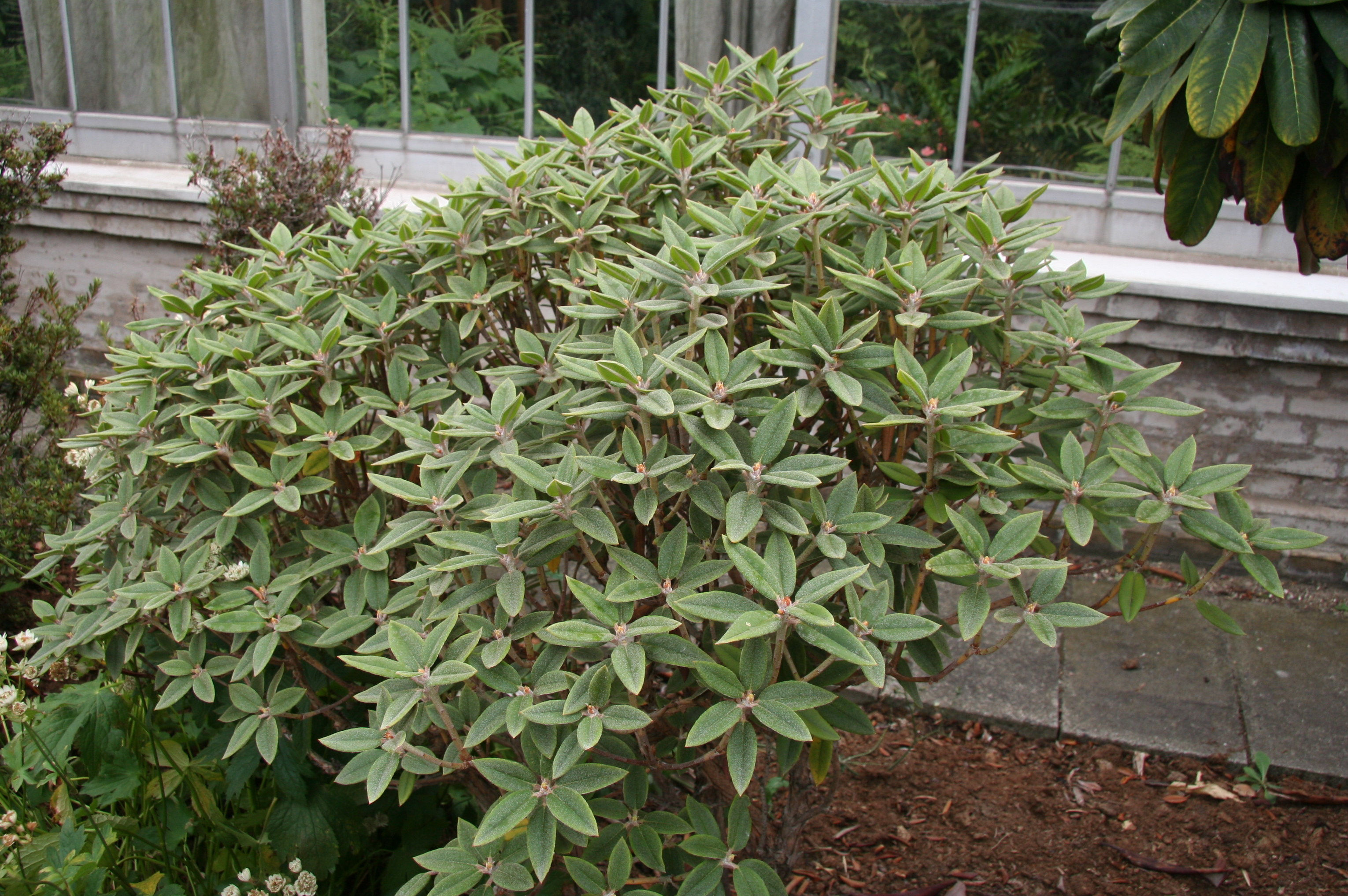
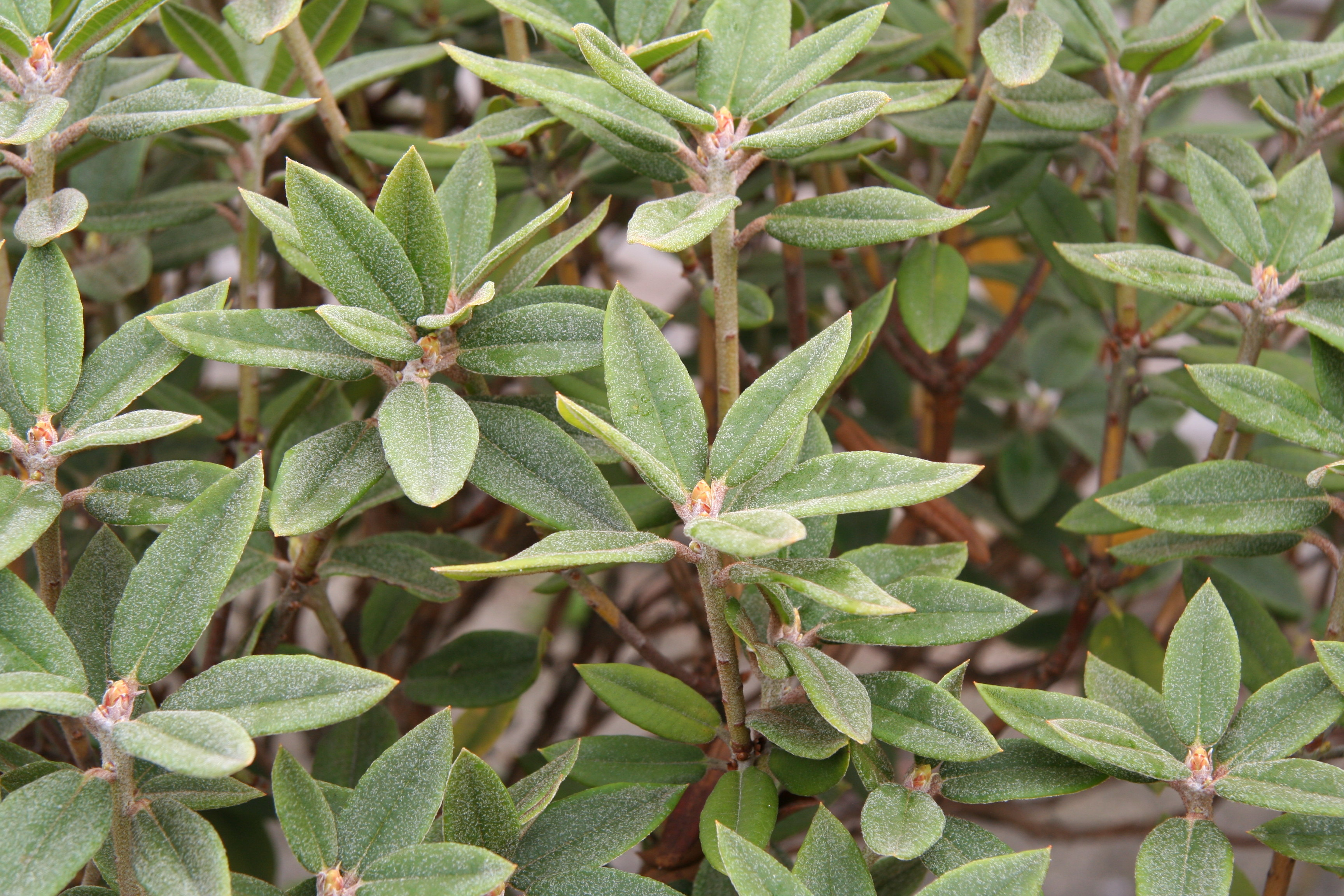